# Castiglioncello Bandini
Pour les articles homonymes, voir Castiglioncello et Bandini.
Castiglioncello Bandini est une frazione de la commune de Cinigiano, province de Grosseto, en Toscane, Italie. Au moment du recensement de 2011 sa population était de 90 habitants.
Le hameau est situé sur le versant ouest du Mont Amiata, à 50 km de la ville de Grosseto.

## Histoire
Le hameau a été construit comme un château pour contrôler la partie orientale du territoire municipal de Cinigiano, au pied de la réserve naturelle de Poggio all'Olmo.
Le complexe du château s'est développé au Moyen Âge et appartenait à la famille Aldobrandeschi. Au XIIIe siècle, il passa sous le contrôle des seigneurs locaux et fut ensuite cédé à l'abbaye de San Salvatore au Mont Amiata.
Plus tard, le château est devenu la propriété de la famille siennoise Piccolomini-Bandini et a subi diverses modifications et restaurations, en particulier au XVIe, et entre le XIXe et le début du  XXe siècle, lorsqu'il a été largement restructuré dans un style néo-médiéval.

## Monuments
- Église San Nicola (XVIe siècle)
- Chiesa del Madonnino (XVIe siècle)
- Château Piccolomini-Bandini, appelé Castiglion del Torto (XIIIe siècle)